# Liste der Baudenkmäler in Herdecke
Die Liste der Baudenkmäler in Herdecke enthält die denkmalgeschützten Bauwerke auf dem Gebiet der Stadt Herdecke im Ennepe-Ruhr-Kreis in Nordrhein-Westfalen (Stand: Mai 2020). Diese Baudenkmäler sind in der Denkmalliste der Stadt Herdecke eingetragen; Grundlage für die Aufnahme ist das Denkmalschutzgesetz Nordrhein-Westfalen (DSchG NRW).

## Baudenkmäler
In der Stadt Herdecke gibt es über 150 Baudenkmäler. Mehrere Baudenkmäler (Nr. 14, 29, 34, 76, 77, 88, 119 und 148) wurden wieder aus der Denkmalliste gestrichen.
Die Liste umfasst, falls vorhanden, eine Fotografie des Denkmals, den Namen bzw. kursiv den Gebäudetyp, die Adresse, das Datum der Eintragung in die Denkmalliste sowie die Listennummer der unteren Denkmalbehörde. Der Name entspricht dabei der Bezeichnung durch die Stadt Herdecke. Abkürzungen wurden zum besseren Verständnis aufgelöst, die Typografie an die in der Wikipedia übliche angepasst und Tippfehler korrigiert. Hinzu kommen kurze Beschreibungen und Angaben zur Bauzeit.
| Bild                                               | Bezeichnung                                                       | Lage                                                                                         | Beschreibung | Bauzeit                                | Eingetragen seit   | Denkmal- nummer |
| -------------------------------------------------- | ----------------------------------------------------------------- | -------------------------------------------------------------------------------------------- | --- | -------------------------------------- | ------------------ | --------------- |
| weitere Bilder                                     | Wohngebäude                                                       | Herdecke Alte Stiftsstraße 4 Karte                                                           | Fachwerkhaus |                                        | 1. Juli 1985       | 1               |
| weitere Bilder                                     | Wohn- und Bürogebäude                                             | Herdecke Bachplatz 1 Karte                                                                   | Bruchsteinhaus mit Hochwassermarke zur Hochflut vom 24. November 1890 neben der Kellertür | 1834                                   | 1. Juli 1985       | 2               |
| weitere Bilder                                     | Wohngebäude                                                       | Herdecke Bachplatz 4 Karte                                                                   | zweigeschossiges Fachwerkhaus, ehemals „Großes Purhollgut“ genannt, 1878 Gründungsort der Nachbarschaft „Am Bach“ | 1675                                   | 1. Juli 1985       | 3               |
| weitere Bilder                                     | Jugendzentrum                                                     | Herdecke Bachplatz 5 Karte                                                                   | zweigeschossiges Fachwerkhaus, ehemaliges Kirchengut der lutherischen Gemeinde, genannt „Noettinger-Gut“, „Witten-Gut“ (nach zwei Pächterfamilien) und „Schlieperische Bäckerei“ (nach der späteren Nutzung) | zweite Hälfte des 17. Jahrhunderts     | 1. Juli 1985       | 4               |
| Verwaltungsgebäude                                 | Verwaltungsgebäude                                                | Herdecke Bahnhofstraße 2 Karte                                                               | |                                        | 10. Juli 1985      | 5               |
| Wohngebäude                                        | Wohngebäude                                                       | Herdecke Bilsteinstraße 6 Karte                                                              | Fachwerkhaus |                                        | 15. Juli 1985      | 6               |
| Wohngebäude                                        | Wohngebäude                                                       | Herdecke Bilsteinstraße 8 Karte                                                              | Fachwerk-Kotten „Dreyers Gut“ mit Nebengebäuden | vor 1750                               | 15. Juli 1985      | 7               |
| Eichenbohlentür                                    | Eichenbohlentür                                                   | Herdecke Friedhofstraße 3 Karte                                                              | |                                        | 1. August 1985     | 8               |
| weitere Bilder                                     | Hauptgebäude mit Turm von 1872 (Haus Mallinckrodt)                | Ende Gederner Straße 20 Karte                                                                | |                                        | 14. Oktober 1985   | 9               |
| BW                                                 | Alte Burg (Haus Mallinckrodt)                                     | Ende Gederner Straße 20 Karte                                                                | von Bernhard Mallinckrodt erbaut | 1620                                   | 14. Oktober 1985   | 10              |
| BW                                                 | Turm von 1882 (Haus Mallinckrodt)                                 | Ende Gederner Straße 20 Karte                                                                | | 1882                                   | 14. Oktober 1985   | 11              |
| BW                                                 | Ökonomiegebäude (Haus Mallinckrodt)                               | Ende Gederner Straße 20 Karte                                                                | |                                        | 14. Oktober 1985   | 12              |
| BW                                                 | Einfahrtstor (Haus Mallinckrodt)                                  | Ende Gederner Straße 20 Karte                                                                | |                                        | 14. Oktober 1985   | 13              |
|                                                    | Grabstein                                                         | Ende Gederner Straße 20                                                                      | |                                        | 14. Oktober 1985   | 15              |
|                                                    | Grabstein                                                         | Ende Gederner Straße 20                                                                      | |                                        | 14. Oktober 1985   | 16              |
| weitere Bilder                                     | Wohngebäude                                                       | Herdecke Hauptstraße 1 Karte                                                                 | zweigeschossiges Fachwerkhaus, im 18. und 19. Jahrhundert als Kornhaus genutzt, Anfang des 21. Jahrhunderts umfassend saniert, beherbergt seitdem das „Café Kornspeicher“ | zweite Hälfte des 16. Jahrhunderts     | 1. August 1985     | 17              |
| Wohngebäude                                        | Wohngebäude                                                       | Herdecke Hauptstraße 1 a Karte                                                               | |                                        | 1. August 1985     | 18              |
| Wohn- und Geschäftsgebäude                         | Wohn- und Geschäftsgebäude                                        | Herdecke Hauptstraße 2 Karte                                                                 | |                                        | 1. August 1985     | 19              |
| weitere Bilder                                     | Wohn- und Geschäftsgebäude                                        | Herdecke Hauptstraße 3 Karte                                                                 | Fachwerkgebäude, Anfang des 18. Jahrhunderts Akzisestube im Erdgeschoss, nach Verleihung der Stadtrechte 1739 Ratsstube im ersten Obergeschoss, daher auch „Altes Rathaus“ genannt. Im 19. Jahrhundert ging das Haus in das Eigentum der Familie Blumenthal über. Bis zum erzwungenen Verkauf (sog. Arisierung) 1938 verblieb es zuerst als Metzgerei, später als Textilhandlung („Putzwarengeschäft“) im Besitz der Familie. Heute befindet sich hier eine Damenboutique. | spätestens Anfang des 17. Jahrhunderts | 1. August 1985     | 20              |
| Wohn- und Geschäftsgebäude                         | Wohn- und Geschäftsgebäude                                        | Herdecke Hauptstraße 5 Karte                                                                 | |                                        | 1. August 1985     | 21              |
| Wohn- und Geschäftsgebäude                         | Wohn- und Geschäftsgebäude                                        | Herdecke Hauptstraße 7 Karte                                                                 | Fachwerkhaus |                                        | 1. August 1985     | 22              |
| Wohn- und Geschäftsgebäude                         | Wohn- und Geschäftsgebäude                                        | Herdecke Hauptstraße 8 Karte                                                                 | |                                        | 9. September 1985  | 23              |
| Wohn- und Geschäftsgebäude                         | Wohn- und Geschäftsgebäude                                        | Herdecke Hauptstraße 9 Karte                                                                 | Fachwerkhaus |                                        | 1. August 1985     | 24              |
| Wohn- und Geschäftsgebäude                         | Wohn- und Geschäftsgebäude                                        | Herdecke Hauptstraße 10 Karte                                                                | |                                        | 1. August 1985     | 25              |
| weitere Bilder                                     | Wohn- und Geschäftsgebäude                                        | Herdecke Hauptstraße 11 Karte                                                                | Fachwerkhaus |                                        | 24. September 1985 | 26              |
| weitere Bilder                                     | Wohn- und Geschäftsgebäude                                        | Herdecke Hauptstraße 24 Karte                                                                | Fachwerk-Querdeelenhaus, 1874 Gründungsort der Herdecker Stadtsparkasse, in den 1990er Jahren saniert | 1771                                   | 19. Dezember 1985  | 27              |
| Geschäftsgebäude                                   | Geschäftsgebäude                                                  | Herdecke Hauptstraße 26 Karte                                                                | |                                        | 24. September 1985 | 28              |
| weitere Bilder                                     | Wohn- und Geschäftsgebäude                                        | Herdecke Hauptstraße 40 Karte                                                                | |                                        | 24. September 1985 | 30              |
| weitere Bilder                                     | Wohn- und Geschäftsgebäude                                        | Herdecke Hauptstraße 43 Karte                                                                | teilverschiefertes Fachwerkgebäude mit Sandsteinsockel, u. a. von der Herdecker Stadtbücherei genutzt |                                        | 25. Oktober 1985   | 31              |
| Wohn- und Bürogebäude                              | Wohn- und Bürogebäude                                             | Herdecke Hauptstraße 56 Karte                                                                | |                                        | 25. Oktober 1985   | 32              |
| Wohn- und Geschäftsgebäude                         | Wohn- und Geschäftsgebäude                                        | Herdecke Hauptstraße 58 Karte                                                                | Fachwerk, teilweise verschiefert |                                        | 25. Oktober 1985   | 33              |
| weitere Bilder                                     | Wohngebäude                                                       | Herdecke Kampstraße 10 Karte                                                                 | Fachwerkhaus |                                        | 10. September 1985 | 35              |
| weitere Bilder                                     | Wohn- und Geschäftsgebäude                                        | Herdecke Kampstraße 12 Karte                                                                 | zweigeschossiges Fachwerkhaus | 18. Jahrhundert                        | 5. September 1985  | 36              |
| weitere Bilder                                     | Wohngebäude                                                       | Herdecke Kampstraße 13 Karte                                                                 | Fachwerkhaus, in den 1980er Jahren saniert |                                        | 5. September 1985  | 37              |
| Wohngebäude                                        | Wohngebäude                                                       | Herdecke Kampstraße 14/16 Karte                                                              | Fachwerk-Doppelhaus |                                        | 1. August 1985     | 38              |
| weitere Bilder                                     | Wohngebäude                                                       | Herdecke Kampstraße 22 Karte                                                                 | Fachwerkhaus, teilweise verschiefert |                                        | 10. September 1985 | 39              |
| Grabsteinplatte                                    | Grabsteinplatte                                                   | Ende Kirchender Dorfweg 42                                                                   | eine der alten Grabsteinplatten an der Dorfkirche | 1732                                   | 30. Oktober 1985   | 40              |
| Grabsteinplatte                                    | Grabsteinplatte                                                   | Ende Kirchender Dorfweg 42                                                                   | eine der alten Grabsteinplatten an der Dorfkirche | 1730                                   | 30. Oktober 1985   | 41              |
| Grabsteinplatte                                    | Grabsteinplatte                                                   | Ende Kirchender Dorfweg 42                                                                   | eine der alten Grabsteinplatten an der Dorfkirche | 1730                                   | 30. Oktober 1985   | 42              |
| Grabsteinplatte                                    | Grabsteinplatte                                                   | Ende Kirchender Dorfweg 42                                                                   | eine der alten Grabsteinplatten an der Dorfkirche | 1723                                   | 30. Oktober 1985   | 43              |
| Grabsteinplatte                                    | Grabsteinplatte                                                   | Ende Kirchender Dorfweg 42                                                                   | eine der alten Grabsteinplatten an der Dorfkirche |                                        | 30. Oktober 1985   | 44              |
| Grabsteinplatte                                    | Grabsteinplatte                                                   | Ende Kirchender Dorfweg 42                                                                   | eine der alten Grabsteinplatten an der Dorfkirche |                                        | 30. Oktober 1985   | 45              |
| Grabsteinplatte                                    | Grabsteinplatte                                                   | Ende Kirchender Dorfweg 42                                                                   | eine der alten Grabsteinplatten an der Dorfkirche |                                        | 30. Oktober 1985   | 46              |
| Grabsteinplatte                                    | Grabsteinplatte                                                   | Ende Kirchender Dorfweg 42                                                                   | eine der alten Grabsteinplatten an der Dorfkirche |                                        | 30. Oktober 1985   | 47              |
| Grabsteinplatte                                    | Grabsteinplatte                                                   | Ende Kirchender Dorfweg 42                                                                   | eine der alten Grabsteinplatten an der Dorfkirche |                                        | 30. Oktober 1985   | 48              |
| Grabsteinplatte                                    | Grabsteinplatte                                                   | Ende Kirchender Dorfweg 42                                                                   | eine der alten Grabsteinplatten an der Dorfkirche |                                        | 30. Oktober 1985   | 49              |
| Grabsteinplatte                                    | Grabsteinplatte                                                   | Ende Kirchender Dorfweg 42                                                                   | eine der alten Grabsteinplatten an der Dorfkirche |                                        | 30. Oktober 1985   | 50              |
| weitere Bilder                                     | Grabsteinplatte                                                   | Ende Kirchender Dorfweg 42                                                                   | eine der alten Grabsteinplatten an der Dorfkirche |                                        | 30. Oktober 1985   | 51              |
| weitere Bilder                                     | Grabsteinplatte                                                   | Ende Kirchender Dorfweg 42                                                                   | eine der alten Grabsteinplatten an der Dorfkirche |                                        | 30. Oktober 1985   | 52              |
| weitere Bilder                                     | Grabsteinplatte                                                   | Ende Kirchender Dorfweg 42                                                                   | eine der alten Grabsteinplatten an der Dorfkirche |                                        | 30. Oktober 1985   | 53              |
| weitere Bilder                                     | Grabsteinplatte                                                   | Ende Kirchender Dorfweg 42                                                                   | eine der alten Grabsteinplatten an der Dorfkirche |                                        | 30. Oktober 1985   | 54              |
| weitere Bilder                                     | Grabsteinplatte                                                   | Ende Kirchender Dorfweg 42                                                                   | eine der alten Grabsteinplatten an der Dorfkirche |                                        | 30. Oktober 1985   | 55              |
|                                                    | Grabsteinplatte                                                   | Ende Kirchender Dorfweg 42                                                                   | eine der alten Grabsteinplatten an der Dorfkirche |                                        | 30. Oktober 1985   | 56              |
|                                                    | Grabsteinplatte                                                   | Ende Kirchender Dorfweg 42                                                                   | eine der alten Grabsteinplatten an der Dorfkirche |                                        | 30. Oktober 1985   | 57              |
|                                                    | Grabsteinplatte                                                   | Ende Kirchender Dorfweg 42                                                                   | eine der alten Grabsteinplatten an der Dorfkirche |                                        | 30. Oktober 1985   | 58              |
|                                                    | Grabsteinplatte                                                   | Ende Kirchender Dorfweg 42                                                                   | eine der alten Grabsteinplatten an der Dorfkirche |                                        | 30. Oktober 1985   | 59              |
|                                                    | Grabsteinplatte                                                   | Ende Kirchender Dorfweg 42                                                                   | eine der alten Grabsteinplatten an der Dorfkirche |                                        | 30. Oktober 1985   | 60              |
|                                                    | Grabsteinplatte                                                   | Ende Kirchender Dorfweg 42                                                                   | eine der alten Grabsteinplatten an der Dorfkirche |                                        | 30. Oktober 1985   | 61              |
|                                                    | Grabsteinplatte                                                   | Ende Kirchender Dorfweg 42                                                                   | eine der alten Grabsteinplatten an der Dorfkirche |                                        | 30. Oktober 1985   | 62              |
|                                                    | Grabsteinplatte                                                   | Ende Kirchender Dorfweg 42                                                                   | eine der alten Grabsteinplatten an der Dorfkirche |                                        | 30. Oktober 1985   | 63              |
|                                                    | Grabsteinplatte                                                   | Ende Kirchender Dorfweg 42                                                                   | eine der alten Grabsteinplatten an der Dorfkirche |                                        | 30. Oktober 1985   | 64              |
|                                                    | Grabsteinplatte                                                   | Ende Kirchender Dorfweg 42                                                                   | eine der alten Grabsteinplatten an der Dorfkirche |                                        | 30. Oktober 1985   | 65              |
| Grabsteinplatte                                    | Grabsteinplatte                                                   | Herdecke Kirchplatz 1                                                                        | eine der Grabsteinplatten an der Stiftskirche | 1671                                   | 13. November 1985  | 66              |
| Grabsteinplatte                                    | Grabsteinplatte                                                   | Herdecke Kirchplatz 1                                                                        | eine der Grabsteinplatten an der Stiftskirche | 1763                                   | 13. November 1985  | 67              |
| Grabsteinplatte                                    | Grabsteinplatte                                                   | Herdecke Kirchplatz 1                                                                        | eine der Grabsteinplatten an der Stiftskirche | 1681                                   | 13. November 1985  | 68              |
| Grabsteinplatte                                    | Grabsteinplatte                                                   | Herdecke Kirchplatz 1                                                                        | eine der Grabsteinplatten an der Stiftskirche | 1700                                   | 13. November 1985  | 69              |
| Grabsteinplatte                                    | Grabsteinplatte                                                   | Herdecke Kirchplatz 1                                                                        | eine der Grabsteinplatten an der Stiftskirche | 1703                                   | 13. November 1985  | 70              |
| Grabsteinplatte                                    | Grabsteinplatte                                                   | Herdecke Kirchplatz 1                                                                        | eine der Grabsteinplatten an der Stiftskirche | 1696                                   | 13. November 1985  | 71              |
| Grabsteinplatte                                    | Grabsteinplatte                                                   | Herdecke Kirchplatz 1                                                                        | eine der Grabsteinplatten an der Stiftskirche | 1772                                   | 13. November 1985  | 72              |
| Grabsteinplatte                                    | Grabsteinplatte                                                   | Herdecke Kirchplatz 1                                                                        | eine der Grabsteinplatten an der Stiftskirche | 1694                                   | 13. November 1985  | 73              |
| Grabsteinplatte                                    | Grabsteinplatte                                                   | Herdecke Kirchplatz 1                                                                        | eine der Grabsteinplatten an der Stiftskirche |                                        | 13. November 1985  | 74              |
| weitere Bilder                                     | Evangelische Pfarrkirche (Stiftskirche Herdecke)                  | Herdecke Kirchplatz 1 Karte                                                                  | |                                        | 18. November 1985  | 75              |
| weitere Bilder                                     | Zivildienstschule (Haus Ende)                                     | Ende Ostender Weg 21 Karte                                                                   | zweigeschossiger Putzbau, errichtet als villenartiger Industriellenwohnsitz für Robert Müser von den Architekten Bachmann und Pinno | 1912/1913                              | 25. November 1985  | 78              |
| weitere Bilder                                     | Wohn- und Geschäftsgebäude                                        | Herdecke Stiftsplatz 3 Karte                                                                 | verschiefertes zweigeschossiges Fachwerkhaus im Stil einer Unternehmervilla, errichtet auf einem älteren Gewölbekeller, auch „Steinbrinck-Haus“ genannt (nach der Familie, die das Haus über mehrere Generationen besaß), in der zweiten Hälfte des 20. Jahrhunderts bis 2013 mietete die Stadt das Untergeschoss an, dort war u. a. das Stadtarchiv und von 1993 bis 2013 die Heimatstube untergebracht                                                                   | wahrscheinlich 1815                    | 19. Dezember 1985  | 79              |
| weitere Bilder                                     | Wohn- und Verwaltungsgebäude                                      | Herdecke Stiftsplatz 4 Karte                                                                 | zweigeschossiger Bau aus Ruhrsandstein-Mauerwerk, lange als Amtshaus genutzt, „Zwei-Schwerter-Haus“ genannt (nach dem über der Tür angebrachten Wappenstein der Erbauerin und Stiftsdame Hermine von Diepenbrock), beherbergt heute u. a. das Standesamt mit Trauzimmer | 18. Jahrhundert, nach 1778             | 19. Dezember 1985  | 80              |
| weitere Bilder                                     | Wohn- und Geschäftsgebäude                                        | Herdecke Stiftsplatz 5 Karte                                                                 | Fachwerkgebäude aus dem 18. Jahrhundert mit älterem Sockelmauerwerk an der nordwestlichen Seite, ehemaliges Wohnhaus der letzten Stiftsdamen („Fräuleinhaus“), im 19. Jahrhundert zuerst von einer Tuchfabrik und später bis ins 20. Jahrhundert von einer Brennerei genutzt; zwei Anbauten jüngeren Datums, der eine entstand 1950 und beherbergt heute das Café „Panorama“, im anderen ist seit den 1970er Jahren das „Theater am Stiftsplatz“ untergebracht             | 18. Jahrhundert                        | 19. Dezember 1985  | 81              |
| Wohn- und Praxisgebäude                            | Wohn- und Praxisgebäude                                           | Herdecke Stiftsstraße 6 Karte                                                                | zweigeschossiges Bruchsteingebäude mit Fachwerkteil, ehemaliges Wohnhaus der Stiftsdamen | 18. Jahrhundert, eventuell 1734        | 19. Dezember 1985  | 82              |
| weitere Bilder                                     | Wohngebäude                                                       | Herdecke Talstraße 9 Karte                                                                   | |                                        | 19. Dezember 1985  | 83              |
| Wohn- und Geschäftsgebäude                         | Wohn- und Geschäftsgebäude                                        | Herdecke Uferstraße 13 Karte                                                                 | Seit 2010 wurde das Gebäude vom neuen Eigentümer umfassend saniert und beherbergt in einem Teil des Erdgeschosses seit 2014 die Herdecker Heimatstube. |                                        | 19. Dezember 1985  | 84              |
| Wohngebäude                                        | Wohngebäude                                                       | Herdecke Bilsteinstraße 5 Karte                                                              | Fachwerkhaus, teilweise verschiefert |                                        | 15. Juli 1985      | 85              |
| Wohngebäude                                        | Wohngebäude                                                       | Herdecke Bilsteinstraße 7 Karte                                                              | |                                        | 15. Juli 1985      | 86              |
| Wohn- und Geschäftsgebäude                         | Wohn- und Geschäftsgebäude                                        | Herdecke Hauptstraße 28 Karte                                                                | |                                        | 19. Dezember 1985  | 87              |
| weitere Bilder                                     | Gaststätte                                                        | Herdecke Hauptstraße 38 Karte                                                                | verschieferte Fassade |                                        | 19. Dezember 1985  | 89              |
| weitere Bilder                                     | Wohngebäude                                                       | Herdecke Kampstraße 18/20 Karte                                                              | mit Tordurchfahrten verbundener Fachwerk-Gebäudekomplex, ehemalige Brauereigebäude | 1809/1819                              | 24. September 1985 | 90              |
| Wohngebäude                                        | Wohngebäude                                                       | Ende Kirchender Dorfweg 44 Karte                                                             | Gemeindeamt der ev. Kirchengemeinde, „Pfarrer-Niemann-Haus“. Über dem Eingang befindet sich eine Gedenktafel zur Erinnerung an den Gemeindevorsteher (1919–1929) Wilhelm Huck. Der langjährige SPD-Politiker wurde nach dem 20. Juli 1944 in der sog. Aktion Gewitter von den Nationalsozialisten in verschiedene Konzentrationslager verschleppt und schließlich ermordet.                                                                                                |                                        | 7. Februar 1986    | 91              |
| Wohngebäude (ehemalige Schule)                     | Wohngebäude (ehemalige Schule)                                    | Ende Kirchender Dorfweg 46 Karte                                                             | unverputztes Gebäude aus Ruhrsandstein |                                        | 3. März 1986       | 92              |
| weitere Bilder                                     | Katholische Pfarrkirche                                           | Herdecke Wetterstraße 11 Karte                                                               | St. Philippus und Jakobus. Neugotische Hallenkirche. | Grundsteinlegung 24. Oktober 1861      | 3. Februar 1986    | 93 Wikidata     |
| Pfarrheim                                          | Pfarrheim                                                         | Herdecke Wetterstraße 13 Karte                                                               | |                                        | 3. Februar 1986    | 94              |
| Pfarrhaus                                          | Pfarrhaus                                                         | Herdecke Wetterstraße 15 Karte                                                               | |                                        | 3. Februar 1986    | 95              |
| weitere Bilder                                     | Herrenhaus (Gut Schede)                                           | Herdecke Schede 1 Karte                                                                      | herrschaftliches Wohnhaus aus Ruhrsandstein-Quadermauerwerk im Stil der Renaissance mit Bohlenlamellendach, errichtet durch den Baumeister von Hartmann | 1806–1810                              | 8. November 1985   | 96              |
| BW                                                 | Wohngebäude (Gut Schede)                                          | Herdecke Schede 2 Karte                                                                      | Fachwerkhaus |                                        | 8. November 1985   | 97              |
| Bauernhof und Wohngebäude (Gut Schede)             | Bauernhof und Wohngebäude (Gut Schede)                            | Herdecke Schede 3 Karte                                                                      | |                                        | 8. November 1985   | 98              |
| weitere Bilder                                     | Wohngebäude (Gut Schede)                                          | Herdecke Schede 4 Karte                                                                      | Fachwerkhaus |                                        | 8. November 1985   | 99              |
| BW                                                 | Scheune (Gut Schede)                                              | Herdecke Schede 1 Karte                                                                      | |                                        | 8. November 1985   | 100             |
| weitere Bilder                                     | Erbbegräbnisstätte (Erbbegräbnisstätte Harkort)                   | Herdecke Schede 4 Karte                                                                      | Erbbegräbnis der Familie Harkort im Wald bei Gut Schede, Grabstelle u. a. von Friedrich Harkort |                                        | 8. November 1985   | 101             |
| BW                                                 | Landschaftsgarten (Gut Schede)                                    | Herdecke Schede 1 Karte                                                                      | |                                        | 8. November 1985   | 102             |
| BW                                                 | Wohngebäude (ehemalige Windmühle)                                 | Ende Schraberg 5c Karte                                                                      | |                                        | 19. Dezember 1985  | 103             |
| Torbogen                                           | Torbogen                                                          | Herdecke Hauptstraße 3 Karte                                                                 | Bruchsteintorbogen der ehemaligen Hofzufahrt des Gebäudes Hauptstraße 3 (siehe Denkmal-Nr. 20), 1952 am ursprünglichen Standort abgebaut, etwas verkleinert und um wenige Meter ins Hofinnere versetzt, wird manchmal fälschlicherweise als „altes Stadttor“ vorgestellt |                                        | 1. August 1985     | 104             |
| Wohn- und Geschäftsgebäude                         | Wohn- und Geschäftsgebäude                                        | Herdecke Hauptstraße 15 Karte                                                                | Fachwerkhaus |                                        | 3. März 1986       | 105             |
| Anbau Wohn- und Geschäftsgebäude                   | Anbau Wohn- und Geschäftsgebäude                                  | Herdecke Kampstraße 10 Karte                                                                 | |                                        | 16. April 1986     | 106             |
| Wohngebäude                                        | Wohngebäude                                                       | Herdecke Kampstraße 11 Karte                                                                 | Fachwerkhaus | 18./19. Jahrhundert                    | 3. Februar 1986    | 107             |
| Pfarr- und Küsterhaus                              | Pfarr- und Küsterhaus                                             | Ende Kirchender Dorfweg 21 Karte                                                             | beherbergt die Förderschule „Altes Pfarrhaus“ | 1820                                   | 3. Februar 1986    | 108             |
| weitere Bilder                                     | Evangelische Pfarrkirche (Dorfkirche Kirchende)                   | Ende Kirchender Dorfweg 42 Karte                                                             | |                                        | 3. März 1986       | 109             |
| weitere Bilder                                     | Gaststätten- und Wohngebäude                                      | Herdecke Bahnhofstraße 1 Karte                                                               | Fachwerkhaus mit zwei bis 16 m tiefen Brunnen, im Vorgängerbau waren Stiftsbrauerei und -bäckerei ansässig, Gaststätte „Haus Pfingsten“ | 1821/1822                              | 3. März 1986       | 110             |
| Wohn-, Bürogebäude und Gaststätte                  | Wohn-, Bürogebäude und Gaststätte                                 | Herdecke Zweibrücker Hof 2 Karte                                                             | „Ruhrschlösschen“ |                                        | 21. April 1986     | 111             |
| Gehöft mit vier Wohngebäuden                       | Gehöft mit vier Wohngebäuden                                      | Ende Am Hessenberg 76–80 Karte                                                               | Fachwerkhäuser |                                        | 11. Juni 1986      | 112             |
| Werkssiedlung mit 24 Wohngebäuden                  | Werkssiedlung mit 24 Wohngebäuden                                 | Herdecke Breddestraße 30–40 Eichendorffstraße 1–11 Uhlandstraße 1–11 Uhlandstraße 2–12 Karte | |                                        | 16. Juni 1986      | 113             |
| expressionistisches Eckgebäude mit anschl. Fassade | expressionistisches Eckgebäude mit anschl. Fassade                | Herdecke Goethestraße 27 Karte                                                               | Backstein-Fabrikgebäude |                                        | 16. Juni 1986      | 115             |
| Wohngebäude                                        | Wohngebäude                                                       | Herdecke Goethestraße 29 Karte                                                               | Fabrikanten-Villa |                                        | 16. Juni 1986      | 116             |
| weitere Bilder                                     | Koepchenwerk                                                      | Herdecke Im Schiffwinkel 43 Karte                                                            | stillgelegte Altanlage des RWE-Pumpspeicherkraftwerks | 1927–1930                              | 11. Juni 1986      | 117             |
| Bauernhaus                                         | Bauernhaus                                                        | Ende Kirchender Dorfweg 26 Karte                                                             | Fachwerkgebäude, „Hof Niermann“ |                                        | 11. Juni 1986      | 118             |
| Grabstein „Äbtissin“                               | Grabstein „Äbtissin“                                              | Herdecke Stiftsplatz 3                                                                       | | 1812                                   | 11. Juni 1986      | 120             |
| weitere Bilder                                     | Grabstein                                                         | Ende Kirchender Dorfweg 21a Karte                                                            | einer der alten Grabsteine am Ehrenmal |                                        | 30. Juli 1986      | 121             |
| weitere Bilder                                     | Grabstein                                                         | Ende Kirchender Dorfweg 21a Karte                                                            | einer der alten Grabsteine am Ehrenmal |                                        | 30. Juli 1986      | 122             |
| weitere Bilder                                     | Grabstein                                                         | Ende Kirchender Dorfweg 21a Karte                                                            | einer der alten Grabsteine am Ehrenmal |                                        | 30. Juli 1986      | 123             |
| weitere Bilder                                     | Grabstein                                                         | Ende Kirchender Dorfweg 21a Karte                                                            | einer der alten Grabsteine am Ehrenmal |                                        | 30. Juli 1986      | 124             |
| weitere Bilder                                     | Grabstein                                                         | Ende Kirchender Dorfweg 21a Karte                                                            | einer der alten Grabsteine am Ehrenmal |                                        | 30. Juli 1986      | 125             |
| weitere Bilder                                     | Grabstein                                                         | Ende Kirchender Dorfweg 21a Karte                                                            | einer der alten Grabsteine am Ehrenmal |                                        | 30. Juli 1986      | 126             |
|                                                    | Grabstein                                                         | Ende Kirchender Dorfweg 42                                                                   | einer der alten Grabsteine an der Dorfkirche |                                        | 30. Juli 1986      | 127             |
|                                                    | Grabstein                                                         | Ende Kirchender Dorfweg 42                                                                   | einer der alten Grabsteine an der Dorfkirche |                                        | 30. Juli 1986      | 128             |
| weitere Bilder                                     | Ehrenmal „Schlafender Löwe“                                       | Ende Kirchender Dorfweg 42 Karte                                                             | steinernes Ehrenmal an der Dorfkirche „zum Andenken der gefallenen Krieger von Ende in den Feldzügen 1864, 1866, 1870–71“ | 1879                                   | 30. Juli 1986      | 129             |
| weitere Bilder                                     | Herrenhaus, Landschaftspark mit Bruchsteinmauer (Haus Kallenberg) | Ende Kallenberger Weg 7 Karte                                                                | |                                        | 3. April 1987      | 130             |
| BW                                                 | Wohngebäude (ehemaliges Pförtnergebäude) (Haus Ende)              | Ende Ostender Weg 17 Karte                                                                   | |                                        | 14. Juli 1987      | 131             |
| BW                                                 | Wohngebäude (ehemaliges Gärtnereigebäude) (Haus Ende)             | Ende Ostender Weg 19 Karte                                                                   | |                                        | 14. Juli 1987      | 132             |
| weitere Bilder                                     | Parkanlage, Terrasse (Haus Ende)                                  | Ende Ostender Weg 21 Karte                                                                   | |                                        | 14. Juli 1987      | 133             |
| BW                                                 | Toranlage, Zufahrtsweg, Vorplatz (Haus Ende)                      | Ende Ostender Weg 21 Karte                                                                   | |                                        | 14. Juli 1987      | 134             |
| BW                                                 | Wirtschaftsgebäude (Haus Ende)                                    | Ende Ostender Weg 21 Karte                                                                   | |                                        | 14. Juli 1987      | 135             |
| Wohngebäude                                        | Wohngebäude                                                       | Herdecke Vestestraße 6 Karte                                                                 | Fachwerkhaus |                                        | 4. November 1991   | 136             |
| weitere Bilder                                     | Wohngebäude                                                       | Herdecke Frühlingstraße 5 Karte                                                              | Fachwerkhaus |                                        | 30. September 1987 | 137             |
| Wohngebäude                                        | Wohngebäude                                                       | Herdecke Funkengasse 4 Karte                                                                 | Fachwerkhaus in der engsten Gasse von Herdecke |                                        | 5. Februar 1987    | 138             |
| weitere Bilder                                     | Wohn- und Gaststättengebäude (Niedernhof)                         | Herdecke Niedernhof 1 Karte                                                                  | |                                        | 5. Februar 1988    | 139             |
| Wohngebäude                                        | Wohngebäude                                                       | Herdecke Wallstraße 5 Karte                                                                  | Fachwerkhaus. 1952 Umbau und Erweiterung nach einem Entwurf des Architekten Max von Hausen. |                                        | 29. April 1988     | 140             |
| Wohngebäude                                        | Wohngebäude                                                       | Herdecke Kampstraße 4 Karte                                                                  | Fachwerkhaus |                                        | 24. November 1988  | 141             |
| Mini-Hotel                                         | Mini-Hotel                                                        | Herdecke Bachplatz 18 Karte                                                                  | zweigeschossiger Fachwerkbau, Hausgrundfläche 40,77 m², seit 1975 Nutzung als „Mini-Hotel“ mit vier Betten (mutmaßlich kleinstes Hotel Deutschlands) | 18. Jahrhundert, ab 1730               | 24. November 1988  | 142             |
| weitere Bilder                                     | Wohngebäude                                                       | Herdecke Talstraße 7 Karte                                                                   | Fachwerkhaus |                                        | 13. Juni 1990      | 143             |
| Wohn- und Geschäftsgebäude                         | Wohn- und Geschäftsgebäude                                        | Herdecke Hauptstraße 76 Karte                                                                | Fachwerk, teilweise verschiefert |                                        | 13. Juni 1990      | 144             |
| BW                                                 | Kuhstall (Haus Mallinckrodt)                                      | Ende Gederner Straße 20 Karte                                                                | |                                        | 20. Juli 1992      | 145             |
| BW                                                 | Wohngebäude (ehemalige Gärtnerei) (Haus Mallinckrodt)             | Ende Gederner Straße 20 Karte                                                                | |                                        | 20. Juli 1992      | 146             |
| BW                                                 | Parkfläche mit Bastian und Torpfeiler (Haus Mallinckrodt)         | Ende Gederner Straße 20 Karte                                                                | |                                        | 20. Juli 1992      | 147             |
| weitere Bilder                                     | Fassaden und Dach des Wohn- und Geschäftshauses                   | Herdecke Hauptstraße 54 Karte                                                                | Architekt: Leopold Ludwigs im Büro Gebrüder Ludwigs; Bauschmuck von Friedrich Bagdons | 1928                                   | 31. Oktober 2002   | 149             |
| Wohnhaus                                           | Wohnhaus                                                          | Herdecke Vestestraße 4 Karte                                                                 | Fachwerkgebäude mit über 300 m² Grundfläche, Vorgängerbau wurde ehemals „Kleinerer Hof“, später „Nackehof“ genannt, im 13. Jahrhundert war er einer der acht Oberhöfe des Herdecker Stifts | 1704                                   | 15. August 2000    | 150             |
| Wohnhaus                                           | Wohnhaus                                                          | Herdecke Vestestraße 4a Karte                                                                | Fachwerkhaus | 1779                                   | 15. August 2000    | 151             |
| weitere Bilder                                     | Eisenbahnviadukt am Harkortsee (Ruhr-Viadukt)                     | Herdecke Seeweg Karte                                                                        | über 300 m lange 12-bogige Brücke über die Ruhr, Teil der Bahnstrecke Düsseldorf-Derendorf–Dortmund Süd; die Stadtgrenze zwischen Herdecke und Hagen verläuft etwa in der Brückenmitte, der Hagener Teil steht ebenfalls unter Denkmalschutz (siehe Nr. 63) | 1875–1879                              | 12. November 2008  | 152             |
| Frederuna-Brunnen                                  | Frederuna-Brunnen                                                 | Herdecke Hauptstraße 54 Karte                                                                | Brunnenanlage aus Ruhrsandstein nach einem Entwurf des Bildhauers Friedrich Bagdons, 1999 restauriert, Brunnenskulptur zeigt die (nach Überlieferung) Gründerin des Stift Herdecke Frederuna und die erste Äbtissin Alswedis | 1927                                   | 29. November 2000  | 156             |
| BW                                                 | Landhaus mit Garten                                               | Ende Unterer Ahlenbergweg 36 Karte                                                           | |                                        | 14. Juni 2018      | 157             |

## Ehemalige Baudenkmäler
| Bild                     | Bezeichnung                                           | Lage                            | Beschreibung | Bauzeit                            | Eingetragen seit                             | Denkmal- nummer |
| ------------------------ | ----------------------------------------------------- | ------------------------------- | --- | ---------------------------------- | -------------------------------------------- | --------------- |
| BW                       | Rondell mit Sockel und Figur (Haus Mallinckrodt)      | Ende Gederner Straße 20 Karte   | |                                    | 14. Oktober 1985 gelöscht 12. August 1986    | 14              |
| weitere Bilder           | Wohn- und Geschäftsgebäude                            | Herdecke Hauptstraße 36 Karte   | zweigeschossiges Fachwerkhaus, ehemals Nebengebäude des „Drögehorn-Guts“ | zweite Hälfte des 16. Jahrhunderts | 24. September 1985 gelöscht 26. Oktober 1989 | 29              |
| Haustür Bild gesucht     | Haustür Bild gesucht                                  | Herdecke Hauptstraße 86 Karte   | durch moderne Tür ersetzt |                                    | 25. Oktober 1985 gelöscht 23. September 1997 | 34              |
| weitere Bilder           | Wohn- und Bürogebäude                                 | Herdecke Mühlenstraße 8 Karte   | etwa 15 Meter hohes Gebäude mit Erdgeschoss aus Sandsteinmauerwerk und darüber Fachwerk |                                    | 19. Dezember 1985 gelöscht 3. April 1987     | 76              |
| Wohngebäude Bild gesucht | Wohngebäude Bild gesucht                              | Herdecke Mühlenstraße 9 Karte   | Fachwerkhaus; abgerissen ca. 2008 für Stadtumbau (Straßenverbreiterung und Neubau Einkaufszentrum), zuvor noch Unterschriftensammlung zum Erhalt                                                                           |                                    | 25. November 1985 gelöscht 3. April 1987     | 77              |
| BW                       | Wohn- und Geschäftsgebäude                            | Herdecke Hauptstraße 34 Karte   | Inzwischen durch modernes Gebäude ersetzt |                                    | 19. Dezember 1985 gelöscht 26. Oktober 1989  | 88              |
| Kotelett-Villa           | Kotelett-Villa                                        | Herdecke Goethestraße 10 Karte  | Das Bauwerk wurde am 2. Dezember 2016 durch Brand zerstört, die Brandruine 2017 weitgehend abgebrochen. Das erhaltene Sockelgeschoss wurde in einen modernen Neubau einbezogen, steht aber nicht mehr unter Denkmalschutz. |                                    | 11. Juni 1986 gelöscht 20. Juni 2017         | 114             |
| weitere Bilder           | Fassaden der Kesselhäuser VI und VII (Cuno-Kraftwerk) | Herdecke Wetterstraße 111 Karte | 2005 bis 2007 abgerissen für Kraftwerksneubau | bis 1926                           | 11. Juni 1986 gelöscht 16. Januar 2009       | 119             |
| BW                       | Nebengebäude (sog. Waschhaus)                         | Herdecke Bachplatz 16 Karte     | |                                    | 10. Januar 1995 gelöscht 6. Mai 1996         | 148             |